# Stonor
Stonor – wieś w Anglii, w hrabstwie Oxfordshire, w dystrykcie South Oxfordshire. Leży 28 km na południowy wschód od Oksfordu i 58 km na zachód od Londynu. W 2001 miejscowość liczyła 337 mieszkańców. Nazwa pochodzi od "Stonor Park", pobliskiego prywatnego parku z pałacem.